# Lacconectus jaechi
Lacconectus jaechi är en skalbaggsart som beskrevs av Michel Brancucci 2002. Lacconectus jaechi ingår i släktet Lacconectus och familjen dykare. Inga underarter finns listade i Catalogue of Life.